# トヨタ・4A-GE
トヨタ・4A-GEは、トヨタ自動車のスポーツツインカム系列のエンジンの一つであり、トヨタ・A型エンジン (2代目)系列である。

## 概要
1983年（昭和58年）5月に登場したAE86型カローラレビン/スプリンタートレノに初めて搭載された。排気量1.6 Lの直列4気筒DOHC、16バルブもしくは20バルブのエンジンで、吸気方式は自然吸気（NA）とスーパーチャージャーの2種類がある。
縦置き仕様と横置き仕様が混在していた時期は、前者を「4A-GEU」、後者を「4A-GELU」という名称で区別していたが、縦置き仕様の生産終了後は「4A-GEU」に統一された。
それまでトヨタ製4気筒スポーツユニットの主力機種であった2T-G系の後継機種として開発された。これは、2T-G系の基本設計の年次の古さや、度重なる自動車排出ガス規制に対応するために当初よりもパワーダウンして陳腐化したことも原因となっていた。
ベースとなったエンジンは1.5 L 直列4気筒の3A-Uであり、動弁機構をSOHCからDOHCに変更している。また、1気筒あたり2バルブ（吸気1・排気1）であった2T-G系に対して、4A-G系では現代のDOHCエンジンと同じく1気筒あたり4バルブ（吸気2・排気2）とし、AE101系カローラ/スプリンターに搭載されたモデル以降は吸気を3バルブに増やした1気筒あたり5バルブへと進化している。
トヨタのスポーツDOHCエンジンの多くは、2000GTの開発以来パートナーシップを組んできたヤマハ発動機との共同開発によって誕生したものであるが、4A-G系はトヨタの単独開発である。生産についても他の機種とは異なり、ヤマハ発動機の関与を示す『YAMAHA』刻印があるものは確認されていない。
レギュラーガソリン仕様の初期型では可変吸気システムであるT-VISが採用されていたが、その後廃止されたうえでプレミアムガソリン（ハイオクガソリン）対応となり、AE101系に搭載されたモデルではトヨタのメカニカル式可変バルブタイミングシステムである「VVT」が採用され、パワーと扱いやすさ、燃費を向上させている。
また、アフターマーケットで排気量アップを施したチューニングエンジンの中には、以下のような俗称で呼ばれるものがある。
- 4.5A-G - 内径アップ
  - 内径 83 mm × 行程 77 mm
  - 総排気量 1,666 cc
- 5A-G - HKS製5A-Gキット等による行程アップ
  - 内径 81 mm × 行程 83 mm
  - 総排気量 1,710 cc
- 5.5A-G - HKS製5A-Gキット等を用いたものをさらに内径アップ
  - 内径 83 mm × 行程 83 mm
  - 総排気量 1,796 cc
- 7A-G - ハイメカツインカム7A-FEのブロックを流用
  - 内径 81 mm × 行程 85.5 mm
  - 総排気量 1,762 cc
- 8A-G - ハイメカツインカム7A-FEのブロックを流用し内径アップ
  - 総排気量 約1,850 cc

長らくトヨタのスポーツツインカムエンジンの代表格として存在しており、エンジンの流用も盛んである。代表的な例では、E70型カローラ/スプリンター系の車種に4A-GEを換装するものがある。同車には当機のベースとなった3A-Uを搭載しているグレードがあり、これのマウントを使用することで容易に換装が可能であった。また、元々4A-GEを搭載している車種（主にAE86型）に、より新しい世代（AE92型やAE111型）の4A-GEを換装する例も珍しくない。
現在の生産車には一切搭載されておらず、フォーミュラトヨタ・レーシングスクールでの利用も2013年で終了した。

## バリエーション

### 自然吸気

#### 16バルブ

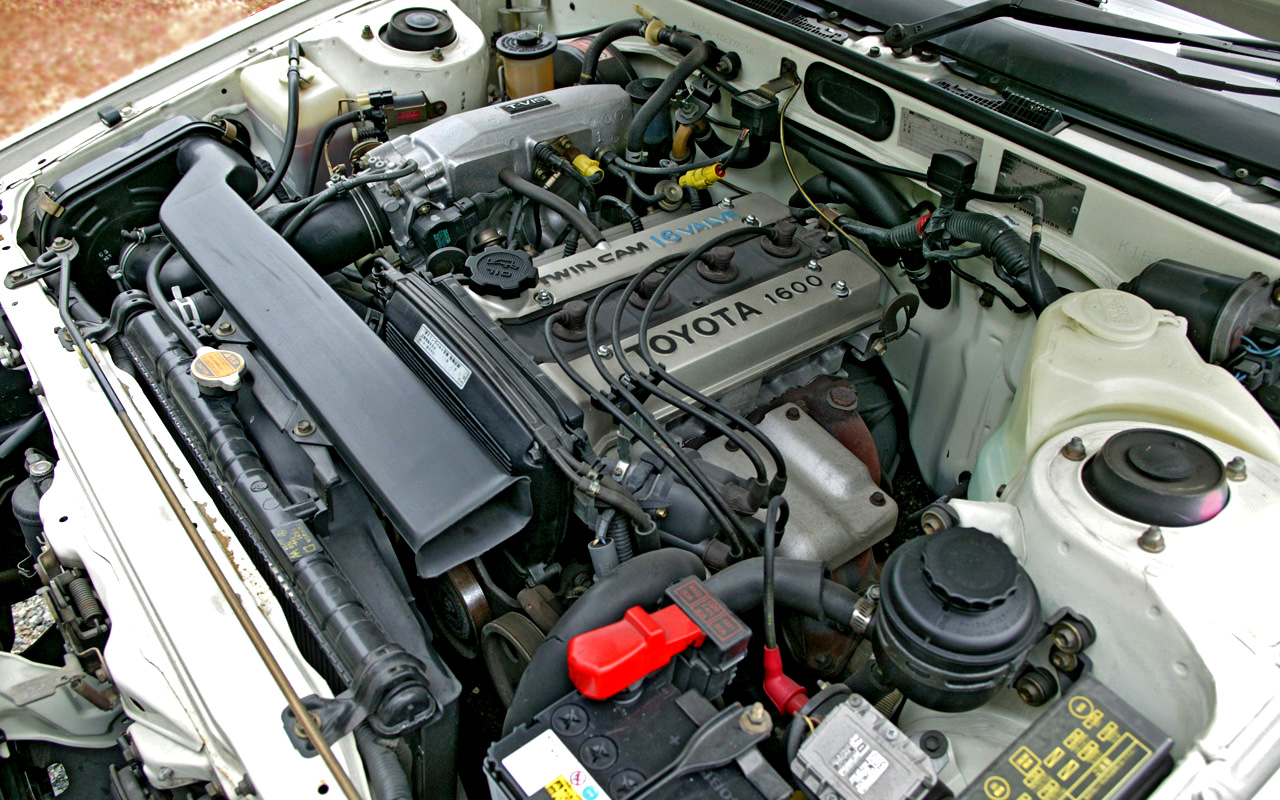
T-VIS付き4A-GE
(トヨタ・カローラレビン（AE86）)

- 1983年5月（AE86型カローラレビン スプリンタートレノ搭載時）
  - 名称 4A-GEU
  - 排気量 1,587cc
  - 内径×行程 81.0 mm×77.0 mm
  - 圧縮比 9.4
  - 最高出力 130PS/6,600rpm
  - 最大トルク 15.2kg・m/5,200rpm（いずれもグロス値）
  - 使用燃料 レギュラーガソリン
  - 通称 青文字

- 1984年6月（AW11型MR2前期型搭載時）
  - 名称 4A-GELU
  - 排気量 1,587cc
  - 内径×行程 81.0 mm×77.0 mm
  - 圧縮比 9.4
  - 最高出力 130PS/6,600rpm
  - 最大トルク 15.2kg・m/5,200rpm（いずれもグロス値）
  - 使用燃料 レギュラーガソリン

- 1987年5月（AE92型カローラレビン スプリンタートレノ前期型搭載時）
  - 名称 4A-GE
  - 排気量 1,587cc
  - 内径×行程 81.0 mm×77.0 mm
  - 圧縮比 9.4
  - 最高出力 120PS/6,600rpm
  - 最大トルク 14.5kg・m/5,200rpm
  - 使用燃料 レギュラーガソリン
  - 通称 赤文字、キューニー前期

- 1989年5月（AE92型カローラレビン スプリンタートレノ後期型搭載時）
  - 名称 4A-GE
  - 排気量 1,587cc
  - 内径×行程 81.0 mm×77.0 mm
  - 圧縮比 10.3
  - 最高出力 140PS/7,200rpm
  - 最大トルク 15.0kg・m/6,000rpm
  - 使用燃料 プレミアムガソリン
  - 通称 ハイコン、カバー付、キューニー後期

#### 20バルブ

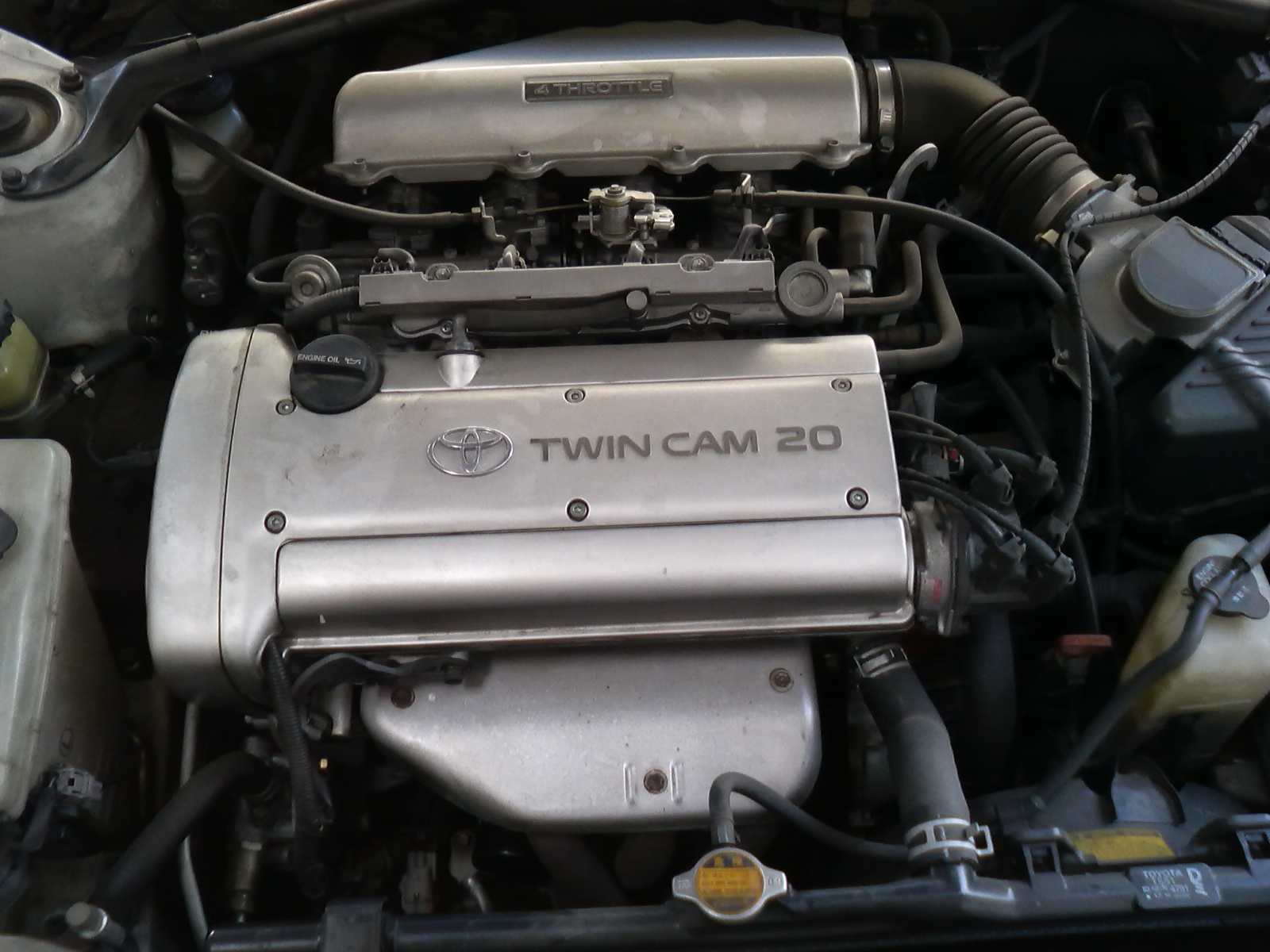
4A-GE 20バルブ(銀ヘッド)

- 1991年6月（AE101型カローラレビン搭載時）
  - 名称 4A-GE
  - 排気量 1,587cc
  - 内径×行程 81.0 mm×77.0 mm
  - 圧縮比 10.5
  - 最高出力 160PS/7,400rpm
  - 最大トルク 16.5kg・m/5,200rpm
  - 使用燃料 プレミアムガソリン
  - 通称 銀ヘッド

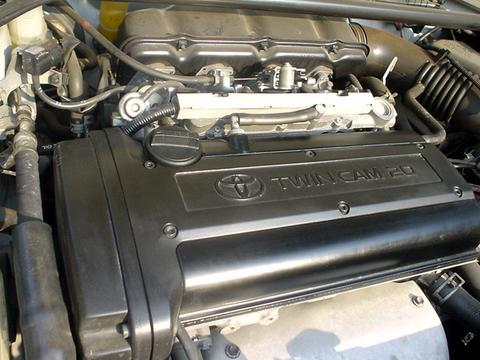
4A-GE 20バルブ 通称「黒ヘッド」

- 1995年5月（AE111型カローラレビン搭載時）
  - 名称 4A-GE
  - 排気量 1,587cc
  - 内径×行程 81.0 mm×77.0 mm
  - 圧縮比 11.0
  - 最高出力 165PS/7,800rpm
  - 最大トルク 16.5kg・m/5,600rpm
  - 使用燃料 プレミアムガソリン
  - 通称 黒ヘッド

### 過給機付

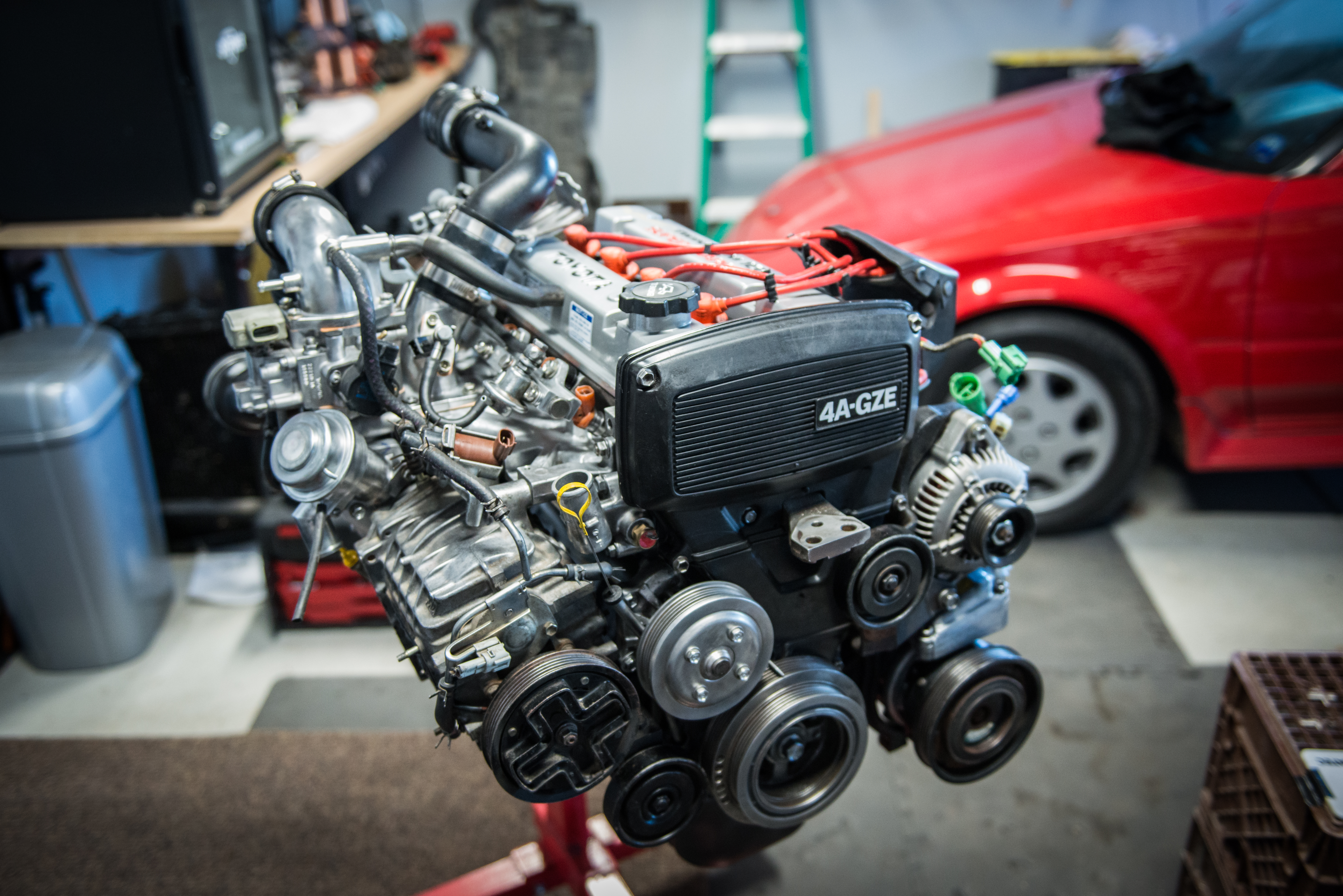
4A-GZE

- 1986年8月（AW11型MR2および前期型AE92型カローラレビン スプリンタートレノ搭載時）
  - 名称 4A-GZE
  - 排気量 1,587cc
  - 内径×行程 81.0 mm×77.0 mm
  - 圧縮比 8.0
  - 最高出力 145PS/6,400rpm
  - 最大トルク 19.0kg・m/4,400rpm
  - 使用燃料 レギュラーガソリン

- 1989年5月（後期型AE92型カローラレビン スプリンタートレノ搭載時）
  - 名称 4A-GZE
  - 排気量 1,587cc
  - 内径×行程 81.0 mm×77.0 mm
  - 圧縮比 8.9
  - 最高出力 165PS/6,400rpm
  - 最大トルク 21.0kg・m/4,400rpm
  - 使用燃料 プレミアムガソリン

- 1991年6月（AE101型カローラレビン スプリンタートレノ前期型搭載時）
  - 名称 4A-GZE
  - 排気量 1,587cc
  - 内径×行程 81.0 mm×77.0 mm
  - 圧縮比 8.9
  - 最高出力 170PS/6,400rpm
  - 最大トルク 21.0kg・m/4,400rpm
  - 使用燃料 プレミアムガソリン

## 評価
4A-GEは丈夫ではあるものの、他の一昔前の高回転型・自然吸気エンジンと同じように低～中回転域のトルクに乏しく、一般に街乗りには不向きとされる。AE101搭載以降には、VVTを採用するなどし、トルクの改善とともに燃費向上が図られた。しかし、レブリミットの7700rpmまでわずか0.78秒で到達するシャープな吹け上がりで絶大な支持を得た。

### チューニングベースとして
基本設計が現代のエンジンと比較してシンプルな構造であり、競技用のチューニングベースとされる。これには20バルブのモデルと16バルブのモデルとがある。20バルブ版は燃焼室の形状の複雑さゆえ圧縮比を上げるとノッキングが発生しやすく、チューニングには組み付け精度と加工技術が必要とするが、クランクシャフト・コネクティングロッド・ピストン等は優れている。一方で16バルブ版は燃焼室の形状がシンプルゆえに圧縮比を上げるのが容易である。チューニングする方法としてAE92後期のヘッドと20バルブの腰下をベースに仕上げる方法があるが、複雑なうえ耐久性に乏しくなりがちである。
シリンダーブロックの強度を検証すると、200馬力を超えたときの耐久性が極端に低下することが分かっている。自然吸気のものはベースが基本的に3A-Uや4A-ELUと同等であり、20バルブのものはリブ形状からスーパーチャージャー用と同程度の強度を保っているとされる。

## 商品化されなかった仕様

### ターボ仕様
AW11型MR2のマイナーチェンジの際にスーパーチャージャー仕様車が追加されたが、開発段階ではターボ仕様車も用意されており、比較検討の上、中低速の出力特性及びレスポンスに優れるスーパーチャージャー仕様が採用・市販された事をエンジン開発担当者が明かしている。

### 水素仕様
2023年1月13日に東京オートサロン2023にてAE86型スプリンタートレノに搭載されている4A-GEU型エンジンを水素仕様のインジェクターや点火プラグ、MIRAI用燃料供給系統へ変更するなどして改造した水素仕様の4A-GEU型エンジンが発表された。
この水素4A-GEUは既に研究が進められている直噴ターボの水素仕様G16E-GTSとは異なったメカニズム（ベースエンジン従来通りのもので例を挙げると、ポート噴射、自然吸気、T-VISなど）を踏襲した改造が施されている。
最高出力に関しては、ベースの4A-GEUがガソリンでのストイキ燃焼（空燃比 1:14.7）を狙った設計であり、その構造を変えずに水素のストイキ燃焼（空燃比 1:34.3）を行なおうと水素吐出量を抑えていること、精密な燃料噴射制御が難しいことなどがあり、通常の最高出力の半分以下、具体的な数値は30psほどの出力で留まっている。

## 搭載車種
- カローラ/スプリンター
  - カローラワゴンBZ-ツーリング
  - カローラレビン/スプリンタートレノ
  - カローラセレス/スプリンターマリノ
  - カローラFX
  - スプリンターカリブ
  - スプリンターシエロ
  - カローラGT/スプリンターGT
  - シボレー・ノヴァ
  - ジオ・プリズム

- コロナ/カリーナ
- セリカ
- MR2